# Eria montana
Eria montana är en orkidéart som beskrevs av Rudolf Schlechter. Eria montana ingår i släktet Eria och familjen orkidéer. Inga underarter finns listade i Catalogue of Life.